# So La Lune
So La Lune est un rappeur et chanteur franco-comorien né le 11 février 1997 à Lyon et ayant passé quelques années dans son pays d'origine à l'adolescence. Il fait partie de la tendance new wave du rap français.

## Biographie

### Enfance et vie privée
So La Lune ne se dévoile que très peu, si bien que son nom et sa date de naissance sont officiellement inconnus, l'artiste ne s'étant jamais exprimé à ce sujet.
So est né le 11 février 1997. En effet, il laisse des indices dans ses morceaux, comme dans Déconnecté, où il dit « bougie 11, 2, 97, la naissance du loup garou », ainsi que « 11, 0, 2, 1, deux 9, 7, voilà, la ville vient d'enfanter une canaille » dans un morceau exclusif partagé sur son compte Instagram. 
Comme il le dit dans Tsukithèse, l’album Les Cités d'or du groupe marseillais Psy 4 de la rime est l’un de ses préférés depuis sa sortie en 2008 alors âgé de 12 ans.
Il donne sa première interview en avril 2021 pour La Face B. « On ne risque pas de m'entendre beaucoup en interview », dit-il pour l'occasion. Le rappeur est originaire de la région lyonnaise et grandit dans le quartier de Mermoz, mais est originaire des Comores par son père. Pendant son enfance, il déserte l'école. A ses 14 ans, son père l'envoie dans une école aux Comores, où il reste 3-4 ans, avant de rentrer en France, à Paris, pour se consacrer pleinement à la musique,.
Dans le morceau Malade du projet Satellite naturel, So La Lune dit notamment qu'il « fait trente sons par semaine ». Une production intense confirmée dans Freestyle 1ère Faille : « J'tourne à trente sons semaine, c'est pas d'la passion c'est une maladie ». En interview, il explique que c'est vraiment le cas lorsqu'il est en forme.

### Pseudonyme
Le nom de scène du rappeur, So La Lune, a plusieurs explications. D'une part, So est un adepte de la vie nocturne et il essaie de la retranscrire dans sa musique. "So" est également la dernière syllabe de son ancien nom de scène "Verso", comme pour laisser une référence. 
D'autre part, les Comores, d'où il est originaire, sont appelées جزر القمر  en arabe, parfois lu Jouzor-Al-Qamar, « les îles de la lune ». En outre, l'univers de l'astre est très présent dans la musique de So La Lune, qui est surnommé Tsuki, un terme qui renvoie au kanji 月 et qui signifie lune en japonais. Les titres de ses différents projets rappellent son importance : Tsuki, Théia (la protoplanète qui est entrée en collision avec la Terre pour former la lune, voir ici), Satellite naturel, Orbite et Apollo 11 (mission qui a permis de poser le pied sur la lune, voir ici)...

### Carrière
So La Lune est un artiste de la New Wave, ou Nouvelle Vague. Il est l'un artiste des labels Low Wood et Play Two. Ce dernier est le label indépendant le plus important de l'Hexagone, avec à eux deux des artistes comme Asaf Avidan, Hatik, Julien Clerc, Lara Fabian, Gims, Jok'Air, Marc Lavoine, Elh Kmer, Tayc ou encore Yannick Noah,.
En 2021, So explique qu'il rappe depuis longtemps, " J'ai commencé l'rap en CM2 " dit-il dans le morceau CM2, mais qu'il a connu un changement radical d'écriture 4-5 ans plus tôt. D'abord auditeur de rap français et notamment lyonnais, il change pour le rap US et les artistes londoniens, comme Kodak Black, Young Thug et XXXTentacion.

#### Les débuts et la mixtapeTsuki(2019-2020)
C'est en 2019 et surtout en 2020 que So La Lune apparaît dans les radars du rap français, malgré des débuts dans le rap vers 2011,. Le premier morceau qu'il partage sur les plateformes est Fissure de vie 23, le 12 juillet 2019. Sorti fin 2019, le morceau Billy peut être considéré comme son premier succès, avec plus de 300000 vues sur YouTube en mai 2021.
Sa mixtape Tsuki, qu'il sort le 24 juillet 2020, fait partie des dix meilleurs EPs et formats courts de l'année selon un classement du site VentesRap. Il se place en septième position.

#### Sept EPs en neuf mois (2021)
So La Lune commence par une série de quatre EPs ayant comme titres des termes se rapportant à l'univers de la lune. Tout d'abord Théia le 26 mars, puis Satellite naturel le 7 mai et Orbite le 11 juin, et enfin Apollo 11 le 16 juillet. Mais ce n'est pas tout, puisqu'il enchaîne avec une série de trois EPs dont les intitulés sont différentes failles du monde, en Éthiopie, en Islande et aux États-Unis. Ce sont 1ère Faille (L'Afar) le 22 octobre, 2ème Faille (Silfra) le 26 novembre et 3ème Faille (San Andreas) le 17 décembre.
S'il ne faut garder qu'un morceau de 2021, c'est bien Rodé, qui est son premier million de vues sur YouTube. C'est aussi avec ce morceau que So reçoit son premier single d'or en mai 2023.

#### Quatre EPs et la mixtapeFissure de vie(2022)
En janvier 2022, Tsuki est sélectionné par Booska-P parmi les onze rappeurs à suivre au cours de l'année.
En 2022, sa mixtape porte le nom du tout premier morceau que Tsuki partage sur les plateformes le 12 juillet 2019 : Fissure de Vie,. Celui-ci est annoncé en avril par l'EP 27/05/22, dont le titre est la date de sortie de la mixtape.
En fin d'année, So La Lune partage trois nouveaux EPs, avec tout d'abord Kenna le 28 octobre, puis Wilma le 25 novembre, et enfin Nomades le 21 décembre. Ce dernier est réalisé en collaboration avec le producteur Amine Farsi.

#### L'enfant de la pluie(2023)
En 2022 et 2023, So La Lune remplit La Cigale, puis l'Olympia. Fin mai, il partage en story Instagram une photo au studio avec le texte « ++/++/23 » qui semble annoncer un premier album pour le courant de l'année.
Avant la sortie de son single SOS le 21 juillet 2023, Tsuki est déjà apparu sur 14 morceaux (et 12 projets) depuis le début de l'année 2023. Parmi les artistes qui l'ont invité se trouvent notamment Jok'air, Lujipeka et Caballero & JeanJass. So La Lune a également teasé de nombreuses exclus via des story instagram durant l'année 2023.
Le lundi 6 novembre 2023, So La Lune sort le Freestyle 12TSUKI8NICHI, dont le titre comprend son surnom, Tsuki, et Nichi, une référence à l'animé Nichijô, ainsi que deux nombres, 12 et 8. En effet, il annonce par la même occasion, sur les réseaux sociaux, la sortie de son premier album pour le 8 décembre, ainsi que le Tsuki Tour, une tournée au printemps 2024 en France, en Suisse et en Belgique, qui se clôture au Zénith de Paris le 23 mai,.
Le mardi 14 novembre, So La Lune confirme la sortie de son album pour le 8 décembre 2023 et en dévoile la cover, la tracklist, ainsi que le titre. L'enfant de la pluie sera composé de 18 morceaux, dont deux featurings, avec Khali et SCH. Le titre de l'album fait référence à une expression qu'il a déjà utilisée dans quelques morceaux pour parler de lui : Maître nageur (2021), ainsi que Océan et Freestyle Raplune (tous deux 2022).
Triste temps, premier extrait de l'album, est dévoilé sur les plateformes de streaming le 16 novembre à 18h00, accompagné d'un clip sur YouTube. À 20h00, c'est au tour de Au BPM de sortir, avec également un clip. Tous deux ont été tournés au Japon, thème central de l'album. L'enfant de la pluie sort sur les plateformes de streaming le vendredi 8 décembre. Il existe une piste bonus sur la version physique de l'album, il s'agît de Parfum d'Automne. À la suite de la sortie de son album, il passe la barre symbolique des 900 000 auditeurs par mois le 20 décembre.
Un pop-up store se tient dans le 3e arrondissement de Paris le samedi 9 décembre. Cela permet aux fans d'acheter du merch en lien avec le nouvel album et rencontrer So La Lune pour des photos et des dédicaces.

#### Numéro 11(2024)
Le 20 mai 2024, So La Lune annonce la création de son label Numéro 11, avec lequel il rejoint AllPoints Music France et Believe Music France. Ce nom, qui est aussi celui d'un single sorti en 2022, fait référence à son jour de naissance, le 11 février.
Le 23 mai 2024, en fin de soirée, So La Lune dévoile par surprise l'EP Numéro 11. Composé de cinq titres, il comprend notamment une exclusivité de sa tournée pour L'enfant de la pluie. Le projet est dévoilé à la conclusion de son dernier concert, un Zénith de Paris à guichets fermés,.
En 2024, So La Lune s'ouvre à des collaborations avec des artistes bien différents, comme Zamdane sur Boboalam, Moha MMZ sur Plage Vendôme, Elh Kmer sur Jardin, Houdi sur Dalida ou bien Savage Toddy sur M'y revoilà. Il réalise par ailleurs son premier featuring féminin avec Kyana sur Tout recommencer, même si l'on pouvait entendre une voix féminine dans le refrain du morceau Éternelle de l'album 2ème Faille (Silfra) sorti au mois de novembre 2021.

#### Nouveau Produit(2025)
Le 16 mai 2025, So La Lune fera son retour avec une nouvelle mixtape de 15 titres, dont un tiers sont des collaborations. Il a en effet convié UZI, Rim'K & Soprano, Jolagreen23, Guizmo et Lujipeka sur ce projet. Avant sa sortie, il en dévoile deux extraits, 30 secondes et Motor, le 1er mai.

## Textes
So La Lune est connu pour se livrer dans ses morceaux. Il raconte sa vie, sans filtres, autant difficile soit-elle, mais les accompagne de mélodies pour que cela soit moins sombre. « C’est plus simple d’écrire, je ne me limite pas. J’écris tout ce que je pense ». L'auditeur est plongé dans ses pensées nocturnes. Il évoque souvent ses addictions (comme la drogue dans Déconnecté par exemple), le besoin de s'élever, le vide, la solitude, la vision de la mort, le stress post-traumatiqueetc.
Il parle de ses propres failles, de ses fissures, d'où le nom de ses projets 1ère Faille (L'Afar), 2ème Faille (Silfra), 3ème Faille (San Andreas) et Fissures de vie. La mélancolie de sa musique rappelle, sans oser la comparaison, le Spleen et l'Idéal des Fleurs du mal de Charles Baudelaire. Les thèmes du rêve, de l'amour et surtout de la désillusion sont communs aux deux artistes.
Dans l'introduction du morceau Diagnostic, on entend une voix dire « Vous venez d'être diagnostique schyzophrène ». Ce n'est toutefois qu'une image pour illustrer ses humeurs, l'artiste confirmant n'en être pas atteint.
Il répète plusieurs fois vouloir arrêter la musique lorsqu'il aura suffisamment d'argent, il l'exprime notamment dans Pacifique, Au bélier.

## Style
En interview en 2021, So explique qu'il reçoit des remarques sur sa voix depuis 2018 ou 2019, alors qu'il rappe depuis plus de dix ans. C'est plutôt lorsqu'il chante que sa voix particulière, qu'il n'a jamais travaillée, se fait entendre. Sa voix est dite cassée, enrouée, pleine d'aspérités, nasillarde et outrageusement aigüe,. Elle fait beaucoup parler : c'est un atout autant qu'un frein.

## Discographie

### Singles
| Année | Titre                               | Meilleure position | Meilleure position | Meilleure position | Certifications       | Album                |
| Année | Titre                               | FR                 | WAL                | SUI                | Certifications       | Album                |
| ----- | ----------------------------------- | ------------------ | ------------------ | ------------------ | -------------------- | -------------------- |
| 2019  | Fissure de vie 23                   | —                  | —                  | —                  | —                    | —                    |
| 2019  | Aqua 15                             | —                  | —                  | —                  | —                    | —                    |
| 2019  | Abeille 20                          | —                  | —                  | —                  | —                    | —                    |
| 2019  | Yah 09                              | —                  | —                  | —                  | —                    | —                    |
| 2019  | Sirène 18 (avec Rouge Carmin)       | —                  | —                  | —                  | —                    | —                    |
| 2019  | Billy                               | —                  | —                  | —                  | —                    | —                    |
| 2019  | Un tour                             | —                  | —                  | —                  | —                    | —                    |
| 2021  | Lune City                           | —                  | —                  | —                  | —                    | Théia                |
| 2021  | Rodé                                | —                  | —                  | —                  | - France (SNEP) : Or | Orbite               |
| 2021  | Freestyle Theia                     | —                  | —                  | —                  | —                    | —                    |
| 2021  | Freestyle Apollo 11                 | —                  | —                  | —                  | —                    | —                    |
| 2021  | Freestyle première famille          | —                  | —                  | —                  | —                    | —                    |
| 2021  | Freestyle 2ème famille              | —                  | —                  | —                  | —                    | —                    |
| 2022  | Fin heureuse                        | —                  | —                  | —                  | —                    | Fissure de vie       |
| 2022  | Retour de flamme (avec Amine Farsi) | —                  | —                  | —                  | —                    | —                    |
| 2023  | SOS                                 | —                  | —                  | —                  | —                    | —                    |
| 2023  | Freestyle 12TSUKI8NICHI             | —                  | —                  | —                  | —                    | —                    |
| 2023  | Triste temps                        | —                  | —                  | —                  | —                    | L'enfant de la pluie |
| 2023  | Au BPM                              | —                  | —                  | —                  | —                    | L'enfant de la pluie |
| 2023  | Perte de temps (avec Khali)         | 125                | —                  | —                  | —                    | L'enfant de la pluie |
| 2023  | Suspects (avec SCH)                 | 116                | —                  | —                  | —                    | L'enfant de la pluie |

### Apparitions
- 2020 :
  - Elh Kmer feat. So La Lune - 5000 otages (sur l'EP Rescapé)
  - Nallas feat. So La Lune - Skyfall (sur l'album Nallas-Land 2.0)
  - Zzzucci feat. Rouge Carmin et So La Lune - Anakin (sur l'album Slushville)
- 2021 :
  - Zzzucci feat. So La Lune - Kimono (sur l'album Jardin Des Trilleries)
  - zaky feat. So La Lune - Stamina (sur l'album Self)
  - Djado Mado feat. So La Lune - La Lune (sur l'album NOOR II)
- 2022 :
  - Raplume feat. So La Lune - Freestyle Raplune
  - Raplume feat. So La Lune et Beendo Z - Titanic (sur la compilation Le soleil se lèvera à l'Ouest)
  - Djalito feat. So La Lune - Idées noires
  - Elh Kmer feat. So La Lune - Céline (sur l'EP 4SAISONS 'HIVER')
  - i300 feat. So La Lune - Tsuki300 (sur l'EP 200ml)
  - Slkrack feat. So La Lune - Hennessy (sur l'EP Juan Coca)
  - SCH feat. So La Lune - Transmission automatique (sur la mixtape Autobahn)
  - Sely feat. So La Lune et VRSA - sport + métaux (sur l'album Connecté 2)
  - Binks Beatz feat. So La Lune - Sous le ciel (sur l'album Drip Music 2 (Deluxe))
  - Ghost Killer Track feat. So La Lune - Smile:( (sur l'album Que de l'amour)
  - Rouge Carmin feat. So La Lune - Enfants perdus (sur l'album Radio Futurista, Vol.1)
  - 99 et Wolfkid feat. thaHomey et So La Lune - Preach (sur l'album Grand Casino Deluxe)
  - Aketo feat. So La Lune - Bougie (sur l'album Zone Bleue)
  - Enima feat. So La Lune - Perdu (sur l'album MMS 2.0)
  - Zoomy et abel31 feat. So La Lune - Link Up (sur l'album Obliv!on)
  - Rozzy feat. So La Lune - Bell (sur l'album Virgö!)
  - Mahdi Ba feat. So La Lune - Néant (sur l'album Quantum)
  - Duke Mobb feat. So La Lune - Pression (sur l'album La Cassette)
- 2023 :
  - Caballero & JeanJass feat. So La Lune - Béatrice (sur l'album High & Fines Herbes La Mixtape (...))
  - Leone feat. So La Lune - Billet de 5 (sur l'album Eclipse)
  - 8ruki et Binks Beatz feat. So La Lune - Lune (sur l'album Int8tion)
  - Bakari feat. So La Lune - BakaTsuki
  - MEGA feat. So La Lune et Au6i - Berger (sur l'EP MH:H)
  - RHVIM feat. So La Lune - Aquilon (sur l'EP Galb)
  - Lujipeka feat. So La Lune - Lala (sur la réédition Montagnes Russes : Menu XL de l'album Montagnes Russes)
  - Roshi feat. So La Lune - Loup (sur l'album Larosh 1er)
  - Rvzmo feat. So La Lune - Kiri Village (sur l'album 100 moi)
  - Winnterzuko feat. Realo et So La Lune -  La Ruche (sur l'album Winntermania)
  - Cheu-B feat. So La Lune - TsuSky (sur l'album BIG)
  - Yung Poor Alo feat. So La Lune - Le nom du film
  - LETS GO feat. So La Lune - Solide (sur la compilation LETS GO)
  - Jok'Air feat. So La Lune - Allons faire la fête on va mourir (sur l'album Melvin de Paris)
  - Favé feat. So La Lune - Favéla (sur l'album Il le fallait)
  - OldPee feat. So La Lune - Tranquille (sur l'album Je m'appelle Sidi)
- 2024 : 
  - Zamdane feat. So La Lune - Boboalam (sur l'album SOLSAD)
  - Elh Kmer feat. So La Lune - Jardin (sur la mixtape KJU)
  - Saamou feat. So La Lune - Vision (sur la mixtape Nous C'est la TH (Vol.3))
  - Afro S feat. So La Lune - Lundi lundi (sur l'EP A.N.T)
  - Houdi feat. So La Lune - Dalida (sur l’album Le Dernier Rayon de Soleil)
  - Savage Toddy feat. So La Lune - M’y revoilà (sur l’album Né spécial)
  - Moha MMZ feat. So La Lune - Plage Vendôme (sur l’album La Plage)
  - Sazamyzy feat. So La Lune et Osirus Jack - Rebel Moon (sur l’album Dangereuse Famille)
  - Kyana feat. So La Lune - Tout recommencer (sur l'EP Murmure)
- 2025 : 
  - Gapman feat. So La Lune - Rollie (sur la mixtape Scam Industry (Deluxe))

## Distinctions
Les Flammes, 2023 :
- lui-même - nomination pour la révélation masculine de l'année
- Fissure de Vie - nomination pour l'album rap de l'année
- Fissure de Vie - nomination pour la cover d'album de l'année